# Ukhar-kupets
Ukhar-kupets é um filme russo de 1909 dirigido por Vasily Goncharov.

## Enredo
Um filme sobre um cara que compra uma linda filha de camponesa.

## Elenco
- G. Ardatov
- Yelizaveta Goreva
- Mariya Korolyova... Masha
- A. Slavin